# HAT-P-12b
HAT-P-12bは、りょうけん座の方角に地球から約465光年離れた13等級のK型主系列星HAT-P-12の周囲を公転する太陽系外惑星である。恒星の前面を通過するホットジュピターで、2009年4月29日にHATネットプロジェクトによって発見された。

## 衛星の可能性
エクソ・イオであるHAT-P-12b Iが存在する可能性が示されている。

## 名称
2022年、ジェイムズ・ウェッブ宇宙望遠鏡の優先観測目標候補となっている太陽系外惑星のうち、20の惑星とその親星を公募により命名する「太陽系外惑星命名キャンペーン2022（NameExoWorlds 2022）」において、HAT-P-12とHAT-P-12bは命名対象の惑星系の1つとなった。このキャンペーンは、国際天文学連合（IAU）が「持続可能な発展のための国際基礎科学年（IYBSSD2022）」の参加機関の一つであることから企画されたものである。2023年6月、IAUから最終結果が公表され、HAT-P-12はKomondor、HAT-P-12bはPuliと命名された。コモンドールは、ハンガリー産の犬種で、白く大型の家畜の番犬。プーリーは、典型的には黒色をした長い巻毛で知られるハンガリー産の牧畜犬種である。